# Vårt dagliga bröd (målning)
Vårt dagliga bröd är en akvarellmålning av Anders Zorn. Den målades 1886 och ingår i Nationalmuseums samlingar i Stockholm.  
Vårt dagliga bröd kom till efter att Nationalmuseum uppmuntrat Zorn att måla ett ”fosterländskt” ämne. Han tog sig för ”att måla en kulturbild av vad jag hade kärast och kände bäst, den åker och det dike där jag lekt som liten medan de stora skördade” som han skriver i sina självbiografiska anteckningar. Akvarellen visar att Zorn tagit intryck av den franska naturalismens skarpt verklighetsnära måleri men motivet är hämtat från Dalarna. Bara ett par år senare övergick han till ett impressionistiskt måleri med uppluckrade konturer. Målningens titel anspelar på den berömda versraden i Herrens bön.
Målningen skildrar en hur skördefolket arbetar på en av Gruddfamiljens åkrar i Utmeland i Mora en septemberdag. Modellerna i bilden är släktingar till konstnären med hans mormor Hass Karin Andersdotter i förgrunden. Zorn var född utom äktenskapet och växte upp hos sina morföräldrar. Han hade ett nära band till sin mormor som han också avbildade 1883 i ett kärleksfullt porträtt. De som var för gamla eller för små för att arbeta fick till uppgift att laga mat. I förgrunden kokar mormor potatis över elden och har tagit fram bröd och smör. Hans syster Karin har stått modell för den lilla flickan till höger som samlar ved. I bakgrunden syns Zorns morbror Lars arbeta med lien. 
Zorn lät alla modeller klä sig i äldre dräkter för att skapa en atmosfär som han mindes från sin barndom. Bilden förmedlar inte någon negativ känsla av det strävsamma arbetet, utan utstrålar harmoni och trygghet. Zorn målade fler genremålningar och folklivsskildringar från Dalarna, till exempel Mora marknad (1892) där han skildrar ett mindre idylliskt motiv: superiet. I förgrunden sover en man ruset av sig medan hans kvinna tålmodigt väntar på honom. Även i denna bild avbildar Zorn sin mormor; hon är på väg hem med sin ko som hon inte lyckats sälja.

## Andra målningar

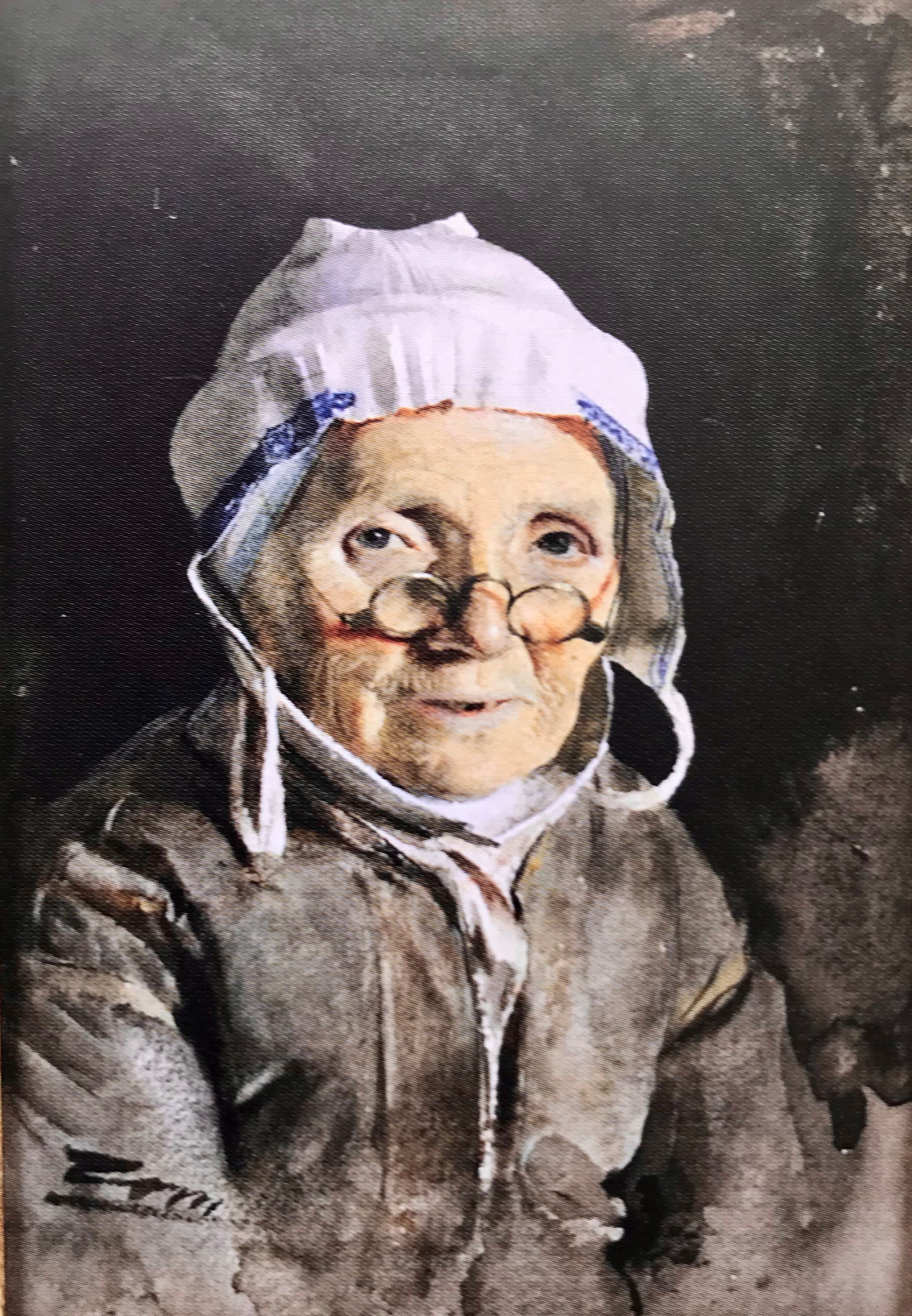
Mormor (1883), Zornmuseet. Akvarell 23,9 x 16,8 cm.
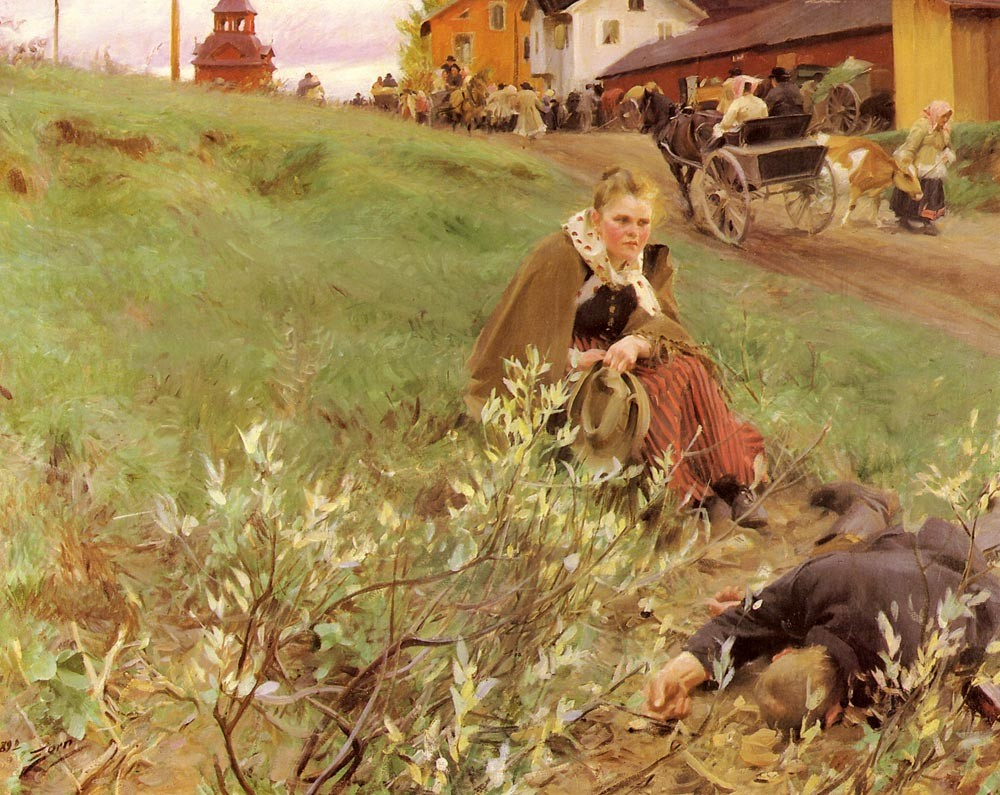
Mora marknad (1892), ägs av Mora kommun. Olja på duk 133 x 167,5 cm.